# Yiacris
Yiacris is een geslacht van rechtvleugeligen uit de familie veldsprinkhanen (Acrididae). De wetenschappelijke naam van dit geslacht is voor het eerst geldig gepubliceerd in 1993 door Zheng & Chen.

## Soorten
Het geslacht Yiacris  is monotypisch en omvat slechts de volgende soort:
- Yiacris cyaniptera (Zheng & Chen, 1993)